# Terugleververgoeding
De terugleververgoeding, teruglevertarief, zonnepremie of feed-in tarief is een bij wet geregelde vergoedingsstructuur voor de versnelde ingebruikname van duurzame energie.
De regionale of nationale elektrische energieleveranciers en nutsbedrijven zijn daarbij verplicht om groene stroom (elektriciteit uit duurzame bronnen zoals zonnecellen, windkracht, biomassa en aardwarmte) in te kopen tegen opwekkingskosten. Omdat de kosten van het opwekken van energie uit duurzame bronnen hoger liggen dan die uit fossiele brandstoffen, is het feed-in-tarief hoger dan de marktprijs van grijze energie.
Het verschil in prijs vergoedt de hogere kosten van duurzame energie en er is een prijsdifferentiatie tussen de verschillen soorten van stroomopwekking.
In Nederland worden de meerkosten van duurzame energie niet vergoed door middel van een feed-in-tarief maar met behulp van subsidie (Stimuleringsregeling Duurzame Energieproductie), de mogelijkheid tot salderen. Salderen houdt in dat het eigen energieverbruik en de eigen duurzame energieproductie met elkaar verrekend worden. Indien er meer duurzame energie wordt opgewekt dan het eigen verbruik dient een leverancier een redelijke terugleververgoeding te geven. De hoogte van deze redelijke vergoeding verschilt echter per energieleverancier.

## Geschiedenis
Dit soort programma's werd voor het eerst toegepast in de VS in 1978, het Duitse model startte in 1990 met het Stromeinspeisungsgesetz en werd herzien in 1999. In 2000 werd het Erneuerbare-Energien-Gesetz aangenomen en werd daarmee wereldwijd het meest effectieve systeem voor de adoptie van duurzame energie. Terugleververgoedingen zijn de bron van de enorme toename van het aandeel zonne-energie in Spanje en Duitsland en windenergie in Denemarken en voorzien nu al in respectievelijk 9%, 5% en 20% van hun elektriciteitsbehoefte. Deze programma's hebben een vaste terugleververgoeding (met prijsgarantie voor de duur van 20 jaar in Spanje en Duitsland).

## Principe
Het grootste probleem voor de commerciële verkopers is de verkoopprijs van elektriciteit uit duurzame bronnen, die meestal hoger is dan de verkoopprijs van elektriciteit uit fossiele brandstoffen. Voor diegenen die zelf genereren is netpariteit al een feit. Een terugleververgoedingsregeling is een neutrale manier om de installatie van duurzame energie aantrekkelijker te maken. De geproduceerde elektriciteit wordt ingekocht voor een hogere prijs dan de marktprijs. Voorbeeld: Als de marktprijs voor elektriciteit 0,10 euro/kWh is, dan kan de prijs voor groene stroom op 0,40 euro/kWh gesteld worden. Het verschil wordt gespreid over alle afnemers. Voorbeeld: Als er 1,6 miljoen euro aan groene stroom in een jaar wordt ingekocht met 16 miljoen afnemers, dan wordt bij elke afnemer de jaarrekening verhoogd met € 0,10.
Daarmee kan met een kleine prijsverhoging per afnemer voor elektriciteit een financieel voordeel ontstaan bij de installatie en toepassing van duurzame energie. En dat is de essentie van de terugleververgoeding, het is een mechanisme waarbij geleidelijk de elektriciteitsproductie verschuift van vervuiling naar een methode die positief bijdraagt aan het voorkomen van het broeikaseffect.

## Terugleververgoeding versus marktwerking
Marktgebaseerde toepassingen zoals quota vergoedingsstructuren, (duurzame energie standaarden en subsidies) dragen in geringe mate bij aan de bescherming van de markt van duurzame energie.
De levering van duurzame energie wordt bereikt door de leveranciers te verplichten een percentage van de totale levering aan consumenten te betrekken uit duurzame energiebronnen. Om dit te bereiken kopen zij certificaten 'garanties van oorsprong' in. Daarmee wordt een vrije handelsmarkt gecreëerd in groene certificaten, die volgens de theorie van de vrije markt, een neerwaartse druk heeft op de prijsvergoeding die leveranciers van duurzame energie ontvangen. De basis van de competitieve markt is de aanwezigheid van voldoende kopers en verkopers waarin geen van de deelnemers, of groep van deelnemers belangrijker is dan een andere, wat als gevolg heeft dat de prijs en hoeveelheid van het product volledig door de markt gedicteerd wordt. Ondanks het feit dat er binnen deze markten zelden voldoende leveranciers aanwezig zijn, wordt er nog steeds van uitgegaan dat een competitieve markt een efficiënter gebruik van bronnen tot resultaat zal hebben dan binnen een systeem waarbij de prijzen vastgesteld wordt door overheidsregulering.
Het fundamentele probleem met het quotasysteem is het ontbreken van zekerheid over de lange termijn. Wanneer een quotum is vastgesteld voor een vaste tijdsduur, of voor een hoeveelheid aan duurzame energie, dan is er na het quotum het risico dat de producenten van groene stroom in het nadeel zijn ten opzichte van de producenten die energie opwekken uit fossiele bronnen met funeste gevolgen voor de bedrijfsvoering; dit zou de verklaring zijn voor de aarzeling bij investeerders. Door het afhaken van de lange-termijninvesteerders en toetreding van de korte-termijn-speculanten zou het systeem van energietoelevering minder stabiel zijn.
De terugleververgoeding is tot nu het het succesvolste instrument gebleken in de bevordering van duurzame energie, het is ook na de investeringssubsidies de meest toegepaste methode binnen Europa.

## Salderen
De introductie van een terugleververgoeding wordt meestal voorafgegaan door wetgeving voor salderen en slimme meters en het schrappen van de kostenverhogende eis dat stroom alleen teruggeleverd mag worden op een aparte lijn.

## Europa

### Duitsland
Een terugleververgoeding voor elektriciteit werd in 1991 in Duitsland geïntroduceerd om het gebruik van milieuvriendelijke technieken zoals windenergie, biomassa, waterkracht, aardwarmte and fotovoltaïsche cellen aan te moedigen. De regeling "Stromeinspeisungsgesetz" werd herzien in 1999, in 2000 werd het "Erneuerbare-Energien-Gesetz" aangenomen met een herziening in 2004.
Elke techniek heeft een andere aanleververgoeding. Met de regeling wordt beoogd om de gestelde doelen, 12,5% van de elektriciteitsconsumptie in 2010 en 20% in 2020 uit duurzame energie te halen. Het beleid heeft tevens als doel om de ontwikkeling van duurzame technieken te stimuleren, de externe kosten te verminderen en het verhogen van de controle over de energieaanvoer.
In 2005 was 10% van de elektriciteit in Duitsland duurzame energie en hiervan werd 70% aangeleverd met een terugleververgoeding. Hierbij zou tot 2010 een besparing van 52 miljoen ton kooldioxide behaald worden. De gemiddelde terugleververgoeding was € 0,0953 per kWh in 2005 (vergeleken met de gemiddelde kosten van de vervangen energie van € 0,047 kWh). Het totale bedrag aan subsidie was € 2,4 miljard, aan kosten bij de consument € 0,0056 per kWh (3% van de elektriciteitskosten per huishouden). In 2014 is de energieheffing gestegen naar € 0,0624 per kWh.
Er zijn in Duitsland 170.000 werknemers actief in de sector duurzame energie met een jaarlijkse omzet van € 8.7 miljard.

### Frankrijk
In juli 2006 werd in Frankrijk een terugleververgoeding in gebruik genomen met een looptijd van 20 jaar, waarbij in een gebouw geïntegreerde systemen een hogere vergoeding krijgen (0,55 euro/kWh); voor systemen onder de 3 kWp zijn er voor particulieren verder nog belastingvoordelen en een gereduceerd btw-tarief.

### Nederland
In Nederland is wettelijk vastgelegd dat er een "redelijke" vergoeding betaald moet worden voor teruggeleverde stroom, voornamelijk opgewekt via zonnepanelen. Vaak wordt hierbij gebruikgemaakt van een salderingsregeling, waarbij de aan het net teruggeleverde stroom wordt gesaldeerd met de door de energieleverancier geleverde stroom.
De hoogte van de terugleververgoedingen verschilt per energieleverancier. Als er per saldo meer stroom aan het net wordt geleverd dan uit het net wordt afgenomen, hanteren de meeste energieleveranciers een vaste terugleververgoeding en terugleverkosten. De hoogte van de vergoeding varieert tussen de 2 en 20 cent per kilowattuur. De hoogte van de terugleverkosten hangt af van de methode hoe deze kosten in rekening gebracht worden. Dat kan via schalen, vaste terugleverkosten per kWh of een hoger vastrecht. Bij dynamische energiecontracten ontvang je voor de stroom die je teruglevert over het algemeen de actuele marktprijs van dat uur. Sommige dynamische leveranciers geven een lager of juist hoger tarief dan de actuele marktprijs. Daarnaast kan er nog een terugleveropslag gelden. Deze opslag varieert van 1,7 tot 5,9 cent. 
In Nederland wordt de terugleververgoeding per 2008 geregeld in de Stimuleringsregeling Duurzame Energieproductie. De SDE is niet bij wet geregeld, maar bij besluit van een minister, en kan elk jaar worden ingetrokken. Eenmaal verleend, is het voor 15 jaar. Elk jaar stelt de minister echter een nieuw tarief vast. Ontvangers van SDE-subsidie weten dus niet precies hoelang het zal duren voordat ze hun zonnestroominstallatie hebben terugverdiend. Voor windmolens geldt dat die met de SDE van 2008 alleen haalbaar zijn aan de kust, niet in het binnenland. Dit is een verandering t.o.v. de vorige regeling, de MEP.
Hieruit blijkt de politieke gevoeligheid van de Nederlandse regeling, ECN adviseert, de minister besluit, en de Tweede Kamer controleert, eventueel.
De Nederlandse SDE wordt uit de begroting betaald, de Duitse EEG-terugleverregeling niet, daar is de politieke gevoeligheid kleiner. Want de Duitse EEG-wet staat vast. De Duitse terugleververgoeding bestaat uit een vaste opslag op de kWh-prijs. De opslag bedraagt in 2014 6,24 euro/kWh. Een gebruiker die 3300 kWh/jaar gebruikt is daardoor jaarlijks € 205,92 (excl. btw) extra kwijt.
Er is een wetsvoorstel dat nog goedgekeurd moet worden door de Tweede Kamer om de financiering in Nederland ook via een jaarlijkse opslag te laten verlopen. Met ingang van 2013 zou de opslag gelden voor burgers en bedrijven en per 2015 € 25 per jaar zijn. Twee derde van het bedrag dat binnenkomt, wordt gebruikt voor de publiek-private samenwerking op het gebied van groen-gasprojecten. Zonnestroom heeft een aandeel van 0,3 % in de hernieuwbare energie mix Minister Kamp verklaarde dat het salderen in Nederland vanaf 2017 wordt onderworpen aan een evaluatie. Vanaf 2023 wordt het salderen versoberd, hoewel de huidige eigenaren van zonnepanelen kunnen rekenen op een overgangsregeling.

### België
In Vlaanderen werd overtollig geproduceerde zonne-energie oorspronkelijk gecompenseerd via de terugdraaiende teller: voor elke kWh die zonnepaneeleigenaars afgaven aan het net, kregen ze er één kWh afname gratis terug. In januari 2021 oordeelde het Grondwettelijk Hof dat dit systeem niet (virtueel) mag toegepast worden wanneer de klant beschikt over een digitale meter die afname en injectie afzonderlijk meet. Het systeem van de terugdraaiende teller werd daarom vanaf 1 maart 2021 voor prosumenten met digitale meter vervangen door een terugleververgoeding per kWh geïnjecteerd in het net, aan prijzen zoals in de markt aangeboden door energieleveranciers.
In Wallonië blijft de terugdraaiende teller bestaan en is er dus geen terugleververgoeding.